# ワーム (コンピュータ)
ワーム（英：Worm）とは、独立したプログラムであり、自身を複製して他のシステムに拡散する性質を持ったマルウェアである。宿主となるファイルを必要としない点で、狭義のコンピュータウイルスとは区別される。しかし、ネットワークを介して他のコンピュータに伝染していく点では共通しており、同一視されることもある。

## ほかのマルウェアとの区別
初めてウイルスを定義したコンピュータ科学者のフレッド・コーエンは、他のファイルに感染することで増殖するものをウイルスとしており、RFC1983もその定義に従ってワーム単体をウイルスに含めていない。また、ワームには自己増殖機能があることから、同じくマルウェアの一種であるトロイの木馬とも区別される。しかし、一般的な報道などではしばしば同種とされ、また複数のマルウェアの機能を兼ね備えたものも発生している。

## 歴史
SF作家のジョン・ブラナーが、1975年の未来予測小説『衝撃波を乗り切れ』(The Shockwave Rider) で用いたtapewormが語源となっている。作中でのtapewormは、ネットワークへ送り込まれて自己増殖、複製するプログラムで、専制的な政府が管理するネットワークを破壊するために作られた。実際に機能した初のワームは、1988年のモリスワームだった。モリスワーム自体はシステムの破壊を目的としたものではなかったが、ネットワークの脆弱性を利用して拡散し、多数のシステムで過負荷を引き起こした。その後も新種のワームが生み出され、被害が出続けている。
2000年、電子メールで感染を広げるLOVELETTERが発見された。
2001年7月13日、"Hacked By Chinese!"と表示されることで知られるCode Redが発見された。同年8月4日、Code Red II。2001年9月にはNimdaが発見された。
2003年8月、Sobigが発見された。
2004年1月24日、Mydoomが発見された。
2008年11月、Confickerが発見された。
2017年5月、WannaCryが発見された。